# Saúde no Laos
A saúde no Laos era ruim no início dos anos 1990. Embora as dietas não sejam totalmente inadequadas, as deficiências crônicas moderadas de vitaminas e proteínas são comuns, particularmente entre os grupos étnicos das terras altas. As deficiências de saneamento e a prevalência de várias doenças tropicais prejudicaram ainda mais a saúde da população.
O atendimento médico ocidental está disponível em poucos locais, e a qualidade e a experiência dos médicos são, em sua maioria, marginais, uma situação que não melhorou muito desde os anos 1950.

## Expectativa de vida
A expectativa de vida ao nascer para homens e mulheres no Laos foi estimada em 1988 em quarenta e nove anos, a mesma que no Camboja, mas pelo menos dez anos mais baixa do que em qualquer outra nação do Sudeste Asiático. As altas taxas de mortalidade infantil afetaram fortemente este número, com o Ministério da Saúde Pública estimando a taxa em 109 por 1.000 e a taxa de mortalidade de menores de cinco anos em 180 por 1.000 em 1988. O Fundo das Nações Unidas para a Infância (UNICEF) acredita que esses números subestimam a taxa de mortalidade real, mas ainda representam diminuições em relação às taxas comparáveis em 1960. As diferenças regionais eram grandes. Enquanto a taxa de mortalidade infantil em Vientiane era de cerca de 50 por 1.000, em algumas áreas rurais remotas ela era estimada em 350 por 1.000 nascidos vivos; ou seja, 35% de todas as crianças morreram antes de completar um ano.
As mortes de crianças são principalmente devidas a doenças transmissíveis, sendo malária, infecções respiratórias agudas e diarreia as principais causas de mortalidade, bem como morbilidade. A vacinação contra doenças infantis estava se expandindo, mas em 1989 as autoridades municipais de Vientiane ainda não conseguiam vacinar mais de 50% das crianças-alvo. Outras províncias têm taxas de imunização muito mais baixas. A malária é comum entre adultos e crianças, com o parasita Plasmodium falciparum envolvido em 80 a 90 por cento dos casos.

## Estado de saúde

### Malária
No primeiro programa de erradicação da malária entre 1956–60, DDT foi espalhado em grande parte do país. Desde 1975, o governo tem aumentado constantemente suas atividades para eliminar a malária. O Ministério da Saúde Pública opera estações provinciais para monitorar e combater a malária por meio de diagnóstico e tratamento. As medidas de prevenção envolvem profilaxia química para grupos de alto risco, eliminação de criadouros de mosquitos e promoção da proteção individual. A campanha teve algum sucesso: o ministério relatou um declínio na população infectada de 26% para 15% entre 1975 e 1990.

### Doenças diarreicas
A partir de 1993, as doenças diarreicas também eram comuns, com surtos regulares ocorrendo anualmente no início da estação chuvosa, quando a água potável era contaminada por dejetos humanos e animais que escorriam pelas encostas. Apenas algumas famílias rurais têm banheiros com fossa ou vedação de água, e as pessoas costumam fazer suas necessidades nos arbustos ou nas áreas florestais ao redor de cada aldeia. Para as crianças dessas aldeias, muitas das quais estão cronicamente subnutridas, a diarreia aguda ou crônica é fatal porque resulta em desidratação e pode precipitar uma desnutrição grave.

### Nutrição
Embora a nutrição pareça ser marginal na população em geral, as pesquisas de saúde são de qualidade variável. Alguns dados indicam que a baixa estatura — baixa altura para a idade — na população com menos de cinco anos variou de 2 a 35 por cento, enquanto a perda — baixo peso para a altura — provavelmente não excede 10 por cento da população com menos de cinco anos. Esses números refletem as dietas da aldeia baseadas predominantemente em arroz, com vegetais como um acompanhamento comum e proteína animal — peixe, frango e alimentos silvestres — consumidos irregularmente. Crianças de seis meses a dois anos — período de desmame — são particularmente suscetíveis à desnutrição.
O estado nutricional dos adultos está intimamente relacionado ao que está sendo cultivado na fazenda da família, bem como aos hábitos alimentares. Por exemplo, frutas e vegetais frescos não são muito valorizados e, portanto, não são consumidos em quantidades adequadas. Como resultado, é provável que as deficiências de vitamina A, ferro e cálcio sejam comuns em todas as partes do país.

### HIV/AIDS
As atitudes permissivas dos homens do Laos em relação ao sexo e à prostituição facilitaram a transmissão do ]]vírus da imunodeficiência humana]] (HIV) durante as décadas de 1980 e 1990, tornando a infecção pelo HIV e a síndrome da imunodeficiência adquirida (AIDS) uma preocupação crescente. Em 1992, uma amostra específica de cerca de 7.600 residentes urbanos identificou um caso de AIDS e quatorze pessoas com teste HIV positivo. Nenhuma outra estatística estava disponível em meados de 1994.

### Saúde materna e infantil
A taxa de mortalidade materna por 100.000 nascimentos na República Democrática do Laos em 2010 é de 580. Isso é comparado com 339,2 em 2008 e 1215,4 em 1990. A taxa de mortalidade de menores de 5 anos, por 1.000 nascimentos, é de 61 e a mortalidade neonatal como uma porcentagem da mortalidade de menores de 5 anos é 38. Na República Democrática Popular do Laos, o número de parteiras por 1.000 nascidos vivos é 2 e o risco de morte durante a vida para mulheres grávidas é de 1 em 49.

## Infraestrutura de saúde

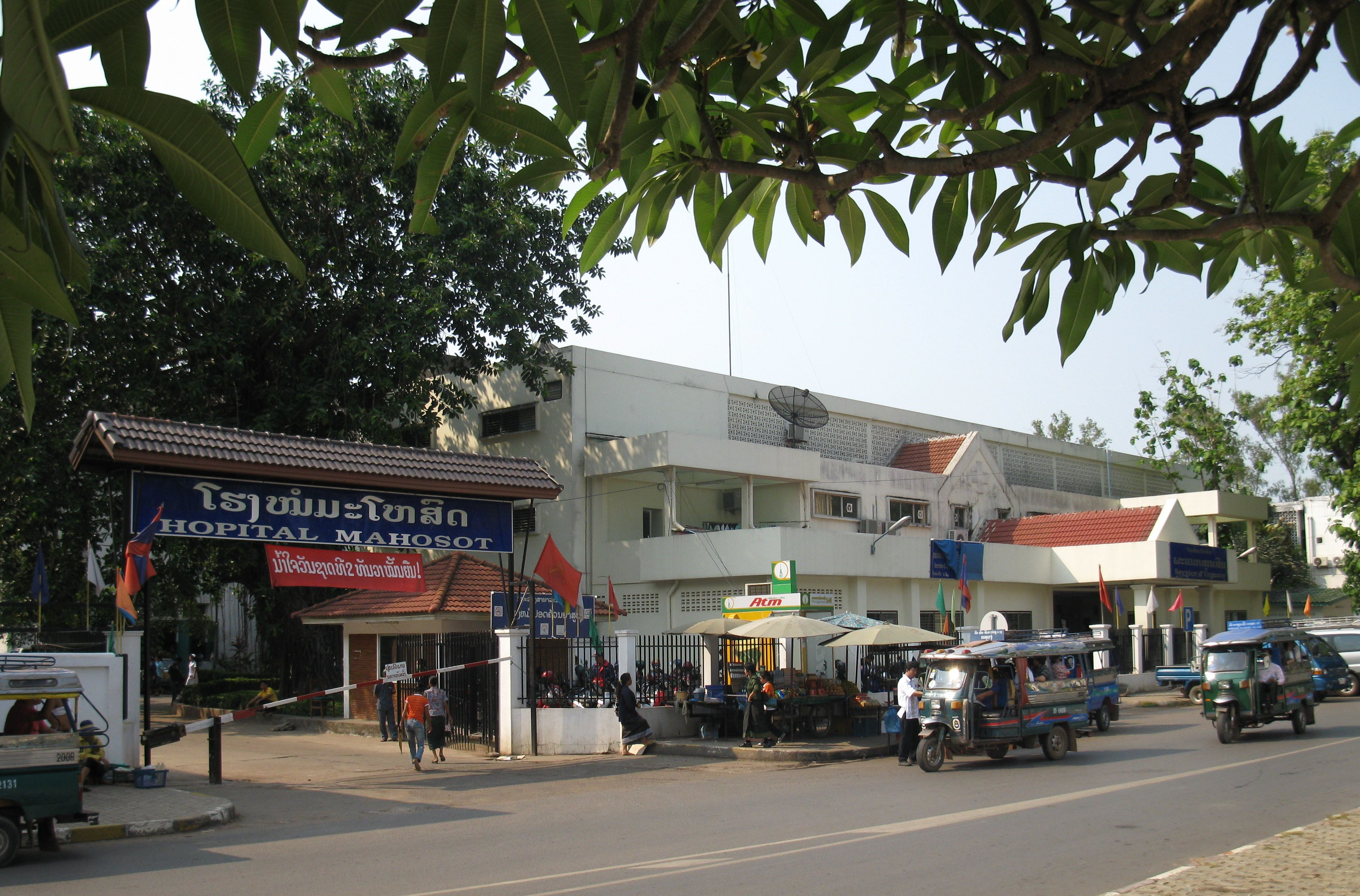
Mahosot Hospital em Vientiane.

Apesar das promessas do governo de que o sistema de saúde urbano herdado do RLG seria expandido para apoiar a atenção primária à saúde rural e programas preventivos, pouco dinheiro havia sido alocado para o setor de saúde em 1993. De acordo com números de 1988, menos de 5 por cento do orçamento total do governo foi direcionado para a saúde, o que fez com que o Ministério da Saúde Pública não conseguisse estabelecer um sistema de gestão e planejamento para facilitar as mudanças previstas. A UNICEF considerou que o esforço para construir um sistema de atenção primária à saúde fracassou totalmente.
As estatísticas oficiais identificaram hospitais em quinze das dezesseis províncias, além de vários em Vientiane, e clínicas em 110 distritos e mais de 1.000 tasseng (subdistritos). A maioria das clínicas distritais não tem pessoas, nem equipamentos e nem suprimentos, e em 1989 apenas vinte das clínicas distritais realmente prestavam serviços. A condição física das instalações é ruim, com água limpa e latrinas indisponíveis na maioria dos postos de saúde e eletricidade indisponível em 85 por cento das clínicas distritais, tornando impossível o armazenamento de vacinas. Medicamentos e equipamentos armazenados nos armazéns centrais raramente são distribuídos às províncias remotas e, na maioria das situações, os pacientes tinham que comprar medicamentos ocidentais em farmácias privadas que importavam estoques da Tailândia ou do Vietnã.
O número de profissionais de saúde tem aumentado desde 1975 e, em 1990, o ministério relatou 1.095 médicos, 3.313 assistentes médicos e 8.143 enfermeiras. A maior parte do pessoal está concentrada na área de Vientiane, onde a proporção da população por médico (1.400 para um) é mais de dez vezes maior do que nas províncias. Em 1989, a proporção nacional era de 2,6 médicos por 10.000 pessoas.
O treinamento de pessoal médico em todos os níveis enfatiza a teoria em detrimento das habilidades práticas e depende de currículos semelhantes aos usados antes de 1975. Doadores internacionais de ajuda externa apoiaram planos para uma escola de saúde pública, e textos foram escritos e publicados no Laos. Em 1990, no entanto, a escola não existia, devido a atrasos na aprovação de sua estrutura e dificuldades em encontrar instrutores com a formação adequada.
O pessoal de saúde rural e provincial trabalha em condições semelhantes às de seus colegas na educação: os salários são baixos e raramente pagos em dia, os equipamentos e suprimentos necessários não estão disponíveis e os superiores oferecem pouca supervisão ou incentivo. Nessas circunstâncias, o moral está baixo, a frequência ao trabalho é esporádica e a maioria dos cuidados com a saúde é ineficaz. Em geral, a população tem pouca confiança no setor de saúde, embora alguns médicos das vilas e alguns hospitais distritais ou provinciais sejam respeitados por suas comunidades.
O uso de médicos tradicionais continua a ser importante em locais urbanos e rurais. Os curandeiros que sabem usar plantas medicinais são frequentemente consultados para doenças comuns. O Instituto de Medicina Tradicional do Ministério da Saúde Pública formulou e comercializou uma série de preparações de plantas medicinais. Os curandeiros espirituais também são importantes para muitos grupos, em alguns casos usando plantas medicinais, mas frequentemente contando com rituais para identificar uma doença e efetuar a cura. Muitos laosianos não encontraram contradição em consultar curadores de espíritos e pessoal médico treinado no Ocidente.
Na ausência de um sistema generalizado de profissionais de saúde, as lojas locais de venda de medicamentos tornaram-se uma importante fonte de medicamentos e ofereceram conselhos sobre receitas. No entanto, essas farmácias não são regulamentadas e seus proprietários não têm licença. Como consequência, a prescrição incorreta é comum, tanto de medicamentos inadequados quanto de dosagens incorretas. Nas áreas rurais, os vendedores costumam preparar pequenos pacotes de medicamentos — normalmente incluindo um antibiótico, várias vitaminas e um supressor de febre — e vendê-los como curas de dose única para uma variedade de doenças.
Ambulâncias oficiais são usadas principalmente para transferir pacientes entre hospitais e cobrar pacientes por seus serviços. Em 2010, um pequeno grupo de voluntários estabeleceu o Vientiane Rescue para operar o primeiro serviço de ambulância gratuito do país 24 horas por dia, 7 dias por semana. Hoje, o Vientiane Rescue inclui mais de 200 voluntários e opera em 4 locais diferentes em Vientiane. O serviço consiste em oito ambulâncias, incluindo o primeiro Serviço Médico de Emergência do país; uma unidade de combate a incêndio com um caminhão; uma equipe de resgate de mergulho autônomo de um barco, bem como resgate hidráulico e equipes de escavação especializadas. O Vientiane Rescue responde a 15-30 acidentes por dia e, entre 2011 e 2015, ajudou a salvar cerca de dez mil vidas. Por sua contribuição para salvar vidas do Laos, o Vientiane Rescue foi premiado com o Ramon Magsaysay Award em 2016, comumente considerado como o equivalente asiático do Prêmio Nobel.